# Giuseppe Maria Feroni
Giuseppe Maria Feroni (Florença, 30 de abril de 1693 - Roma, 15 de novembro de 1767) foi um cardeal italiano do século XVIII.

## Biografia
Nasceu em Florença em 30 de abril de 1693. Da opulenta e patrícia família dos marqueses de Bellavista. Filho do Marquês Fabio Feroni e Costanza della Stufa. Seu sobrenome também está listado como Ferroni; como Ferônio; e como Feronus.
Estudou no Colégio Clementino, Roma; depois, na Pontifícia Academia dos Nobres Eclesiásticos, Roma, 1711; e mais tarde, na Universidade La Sapienza, em Roma, onde obteve o doutorado in utroque iure, tanto em direito canônico quanto em direito civil, em 15 de janeiro de 1716.
Entrou na prelatura romana como protonotário apostólico em 16 de janeiro de 1716. Referendário dos Tribunais da Assinatura Apostólica de Justiça e da Graça, em 23 de janeiro de 1716.
Ordenado em 22 de outubro de 1719. Relator da Sagrada Congregação do Bom Governo no pontificado do Papa Inocêncio XIII. Em 1722, foi nomeado relator da Sagrada Congregação de Bom Governo, prelado da Reverendíssima Fábrica da basílica de São Pedro e da Sagrada Congregação de Ritos. Nomeado cânone do capítulo da basílica patriarcal de Latrão pelo Papa Clemente XI. O Papa Bento XIII nomeou-o eleitor do Supremo Tribunal da Assinatura Apostólica da Graça em 1724. Consultor da Sagrada Congregação dos Ritos. Secretário da Sagrada Congregação da Imunidade Eclesiástica, 1728..
Eleito arcebispo titular de Damasco, em 10 de maio de 1728. Consagrado em 30 de maio de 1728, no Altar da Confissão, basílica patriarcal do Vaticano, Roma, pelo Papa Bento XIII, auxiliado por Francesco Borghese, arcebispo titular de Traianópolis, e por Nicola Saverio Santamaria, bispo titular de Cirene. Assistente do Trono Pontifício, 4 de junho de 1728. Assessor da Suprema Sagrada Congregação da Inquisição Romana e Universal, abril de 1737 a 1743. Cânone do capítulo da basílica patriarcal do Vaticano, 2 de dezembro de 1741. Secretário da Sagrada Congregação dos Bispos e Regulares, setembro de 1743.
Criado cardeal-presbítero no consistório de 26 de novembro de 1753; recebeu o chapéu vermelho em 29 de novembro de 1753; e o título de S. Pancrazio, 10 de dezembro de 1753. Atribuído às Sagradas Congregações do Santo Ofício, Propaganda Fide, Imunidade Eclesiástica, Bispos e Regulares. Abade de Ss. Leonardo, Barnaba ed Apolonia de Reggio, junho de 1754. Protetor dos Lugares Santos da Terra Santa desde fevereiro de 1756. Protetor da Congregação Beneditina de Vallombrosa em 10 de março de 1758, substituindo o cardeal Giovanni Antonio Guadagni. Participou do conclave de 1758, que elegeu o Papa Clemente XIII. Camerlengo do Sacro Colégio dos Cardeais, 28 de janeiro de 1760 até 16 de fevereiro de 1761. Prefeito da Sagrada Congregação de Ritos e Cerimônias de 13 de agosto de 1761 até sua morte. Optou pelo título de S. Cecília, em 17 de dezembro de 1764. Protetor do Collegio Greco, de Roma, em 1765, sucedendo ao cardeal Giuseppe Spinelli. No outono de 1765, foi para Siena, onde foi abade commendatario da Abadia de San Galgano. Em 1766, foi nomeado protetor do mosteiro de S. Marta, em Roma; e no ano seguinte, protetor do mosteiro de Cecília, em Roma. Ele tinha a habilidade de não fazer inimigos e era conhecido por todos na Cúria Romana como um dos gentis. Ele era extraordinariamente eloquente.
Morreu em Roma em 15 de novembro de 1767, de distúrbios renais. Exposto na igreja de S. Cecília, em Roma, onde decorreu o funeral, com a participação do Papa e do Sagrado Colégio dos Cardeais; e sepultado em elegante monumento com o seu busto e honrosa inscrição, do lado esquerdo, junto ao altar-mor, naquela mesma igreja.